# Martin Bickel
Martin Bickel, auch Martin Bickel-Hummel (* 10. August 1938 in Widnau; † 13. August 2003 in Balgach; heimatberechtigt in St. Gallen und Tablat ZH), war ein Schweizer Künstler der Art brut.

## Leben und Werk
Martin Bickel war seit der Geburt teilinvalid. Er arbeitete als Hilfsarbeiter. 1973 heiratete er die Küchenhilfe Therese Hummel. 1992 begann er Objekte aus Stein und Fundmaterialien zu kreieren. Er schuf damit narrative, genrehafte, zuweilen das Fantastische streifende Szenen.
Die Objekte von Martin Bickel wurden vom Sammler Josef John entdeckt. Über die von diesem und dessen Frau Mina aufgebaute Sammlung gelangte eine bedeutende Werkgruppe von Martin Bickel ins Museum im Lagerhaus in St. Gallen.

## Ausstellungen
- 2015 Die Sammlung Mina und Josef John, Museum im Lagerhaus, St. Gallen (Gruppenausstellung)